# Breaking the Girls
Breaking the Girls é um filme policial/suspense produzido nos Estados Unidos, dirigido por Jamie Babbit e lançado em 2012. Foi protagonizado por Agnes Bruckner e Madeline Zima.

## Sinopse
Duas amigas universitárias, Sara e Alex, fazem um acordo distorcido após o estresse em suas vidas pessoais: elas matarão os arquiinimigas uma da outra e nunca serão suspeitas do assassinato certo, escapando impunes de dois crimes. À medida que se aproximam, a tensão entre elas se torna sexual e, em seguida, para algo mais profundo. No entanto, quando apenas uma das mulheres segue em frente e começa a armar para a outra ser acusada de assassinato, ela percebe que, se vai ficar fora da prisão, vai ter que inventar um enredo tão estranho quanto ela própria.

## Elenco
- Agnes Bruckner como Sara Ryan
- Madeline Zima como Alex Layton
- Shawn Ashmore como Eric Nolan
- Kate Levering como Nina Layton
- Shanna Collins como Brooke Potter
- Davenia McFadden como Detetive Ross
- Tiya Sircar como Piper Sperling
- Melanie Mayron como Annie
- Manish Dayal como Tim
- Billy Mayo como Jones
- Sam Anderson como Professor Nolan
- John Stockwell como David Layton

## Recepção
No agregador de críticas Rotten Tomatoes, o filme possui uma taxa de aprovação de 11% com base em 9 resenhas, com uma classificação média de 4,74/10. No Metacritic, o filme tem uma pontuação média ponderada de 42 de 100, com base em 8 críticos, indicando "críticas mistas ou médias". Steven Boone do Roger Ebert.com deu ao filme duas estrelas e meia. Andrew Schenker da Slant Magazine deu ao filme uma estrela e meia em quatro.